# Sincronização de Einstein
Sincronização de Einstein (ou sincronização de Einstein-Poincaré) é uma convenção em relatividade para a sincronização de relógios em diferentes locais.
De acordo com a convenção de Einstein, estabelecida em 1905, um sinal de luz é enviado no tempo {\displaystyle \tau _{1}} do relógio 1 para o relógio 2 e imediatamente retorna, por exemplo, refletido por um espelho. O tempo de retorno ao relógio 1 é {\displaystyle \tau _{2}}. Esta convenção de sincronismo ajusta o relógio 2 de modo que o tempo {\displaystyle \tau _{3}} da reflexão do sinal seja definido como
{\displaystyle \tau _{3}=\tau _{1}+{\tfrac {1}{2}}(\tau _{2}-\tau _{1})={\tfrac {1}{2}}(\tau _{1}+\tau _{2})}
Isto significa que o tempo de reflexão do sinal é igual à metade da soma dos tempos marcados no relógio durante a ida e a volta do sinal de luz.